# Bandera del Coto Mixto
La bandera histórica del desaparecido territorio de Coto Mixto, como se describe por el penúltimo jefe de Estado Delfim Modesto Brandão en sus memorias, está formada por dos franjas verticales, una blanca (lado derecho) y una de color azul.
El origen de la bandera es desconocido, aunque se asemeja a la utilizada por Portugal, entre 1830 y 1910, con sus colores invertidos. Sus proporciones cuadradas podría indicar un origen anterior.